# Brog
Brog (plur. broge/broger) er en art underbukser, der kunne bindes i livet med en snøre. De blev brugt fra romerne frem til middelalderen, hvor de afløstes af tættere siddende bukser.
Brogene skiftede i størrelse og tæthed efter den skiftende mode i middelalderen. For eksempel blev det i slutningen af 1300-tallet moderne med stramme hoser og korte kjortler, og da blev brogene små snævre benklæder.
| Mænd i broge                                                          |
| - Tærskende bønder - Brog fra 1300-tallet - To bagbundne mænd i broge |